# Cerothallia
Cerothallia is een geslacht van korstmossen behorend tot de familie Teloschistaceae.

## Soorten
Volgens Index Fungorum telt het geslacht vier soorten (peildatum september 2023):
| Soortnaam                             | Auteur(s) | Publicatiejaar |
| ------------------------------------- | --- | -------------- |
| Cerothallia luteoalba (Iepenzonnetje) | (Turner) Arup, Frödén & Søchting                                                                                   | 2013           |
| Cerothallia subluteoalba              | (S.Y. Kondr. & Kärnefelt) Arup, Frödén & Søchting                                                                  | 2013           |
| Cerothallia yarraensis                | (S.Y. Kondr. & Kärnefelt) S.Y. Kondr., Kärnefelt, Elix, A. Thell, Jung Kim, M.H. Jeong, N.N. Yu, A.S. Kondr. & Hur | 2014           |
| Cerothallia yorkensis                 | (S.Y. Kondr. & Kärnefelt) Arup, Frödén & Søchting                                                                  | 2013           |